# Creoleon parallelus
Creoleon parallelus is een insect uit de familie van de mierenleeuwen (Myrmeleontidae), die tot de orde netvleugeligen (Neuroptera) behoort. 
Creoleon parallelus is voor het eerst wetenschappelijk beschreven door Banks in 1911.